# Steinkiste von Mount Stewart
Die Steinkiste von Mount Stewart liegt in Mount Stewart (irisch Teampall Chróine / Moin Stíobhaird) zwischen Greyabbey und Newtownards in der Nähe des Strangford Lough in Ards im County Down in Nordirland.
Die Steinkiste von Mount Stewart wurde erstmals im Jahre 1786 beschrieben. Sie lag in einem etwa 2,0 m hohen Cairn von 12 bis 18 m Durchmesser, der immer mal wieder als „Steinbruch“ diente. Er enthielt eine große zentrale und mindestens 15 kleinere Kisten. Die große Kiste, von der drei Steine erhalten waren, war leer, aber die kleineren enthielten eine Vielzahl von Gefäßen (sechs überlebten) und Leichenbrand in einer Streuung aus Kies. Es besteht eine gewisse Schwankung bei den Beschreibungen der Kisten, aber die große maß 1,73 m × 0,8 m, begleitet von einer kleineren von 1,07 m × 0,46 m.
Trotz der Bedeutung des Ortes wurden die kleinen Steinkisten entfernt. Im Jahre 1935 wurden die große Steinkiste und alle Überreste entfernt, um Platz für eine private Landebahn zu machen.